# Warner Bros. Discovery
Warner Bros. Discovery, Inc. je americký nadnárodní mediální a zábavní konglomerát se sídlem v New Yorku, který vznikl 8. dubna 2022 spojením společností WarnerMedia a Discovery.
Součástí Warner Bros. Discovery jsou společnosti Warner Bros. Entertainment, Home Box Office, CNN Global, Eurosport, Play Sports Group, 50 % britské společnosti All3Media a část americké společnosti Motor Trend Group. Vlastní tak například filmová studia Warner Bros. Pictures a New Line Cinema, televizní společnost Warner Bros. Television Studios, komiksové vydavatelství DC Comics, televizní stanice HBO, Cinemax, CNN, Cartoon Network, Adult Swim, Discovery Channel, Animal Planet, Eurosport 1, truTV, The CW (z 50 %) či streamovací služby HBO Max a Discovery+.